# Appenzeller Bauernhaus

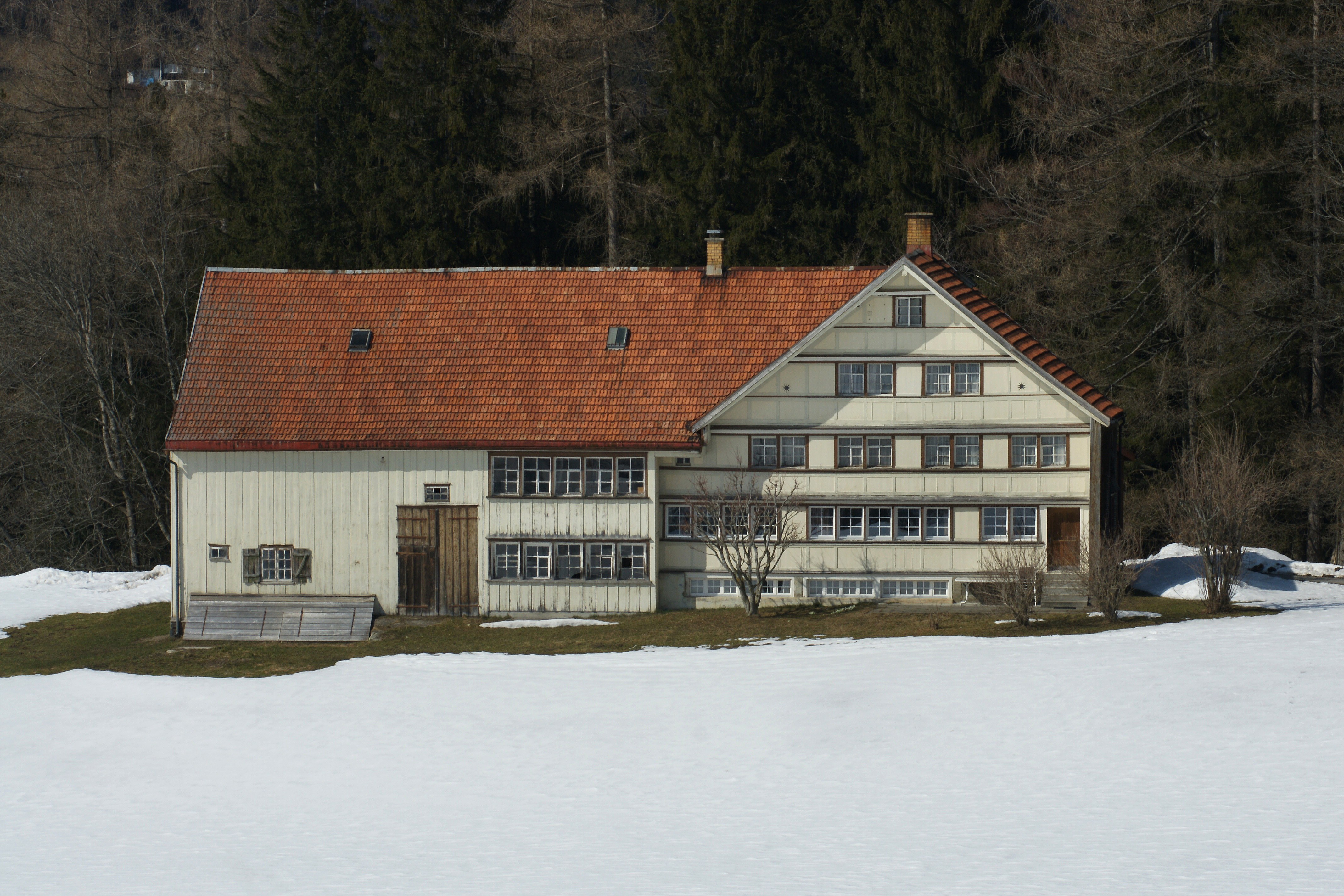
Charakteristischer Appenzeller Hof mit seiner gebänderten Fassade

Das Appenzeller Bauernhaus als traditionelle Hofform des Appenzellerlands kennt eigenständige Bautypen innerhalb der Formengruppe des Schweizer Bauernhauses. Diese geht auch in die bürgerlichen Bauformen ein, daher spricht man allgemeiner von Appenzellerhaus.

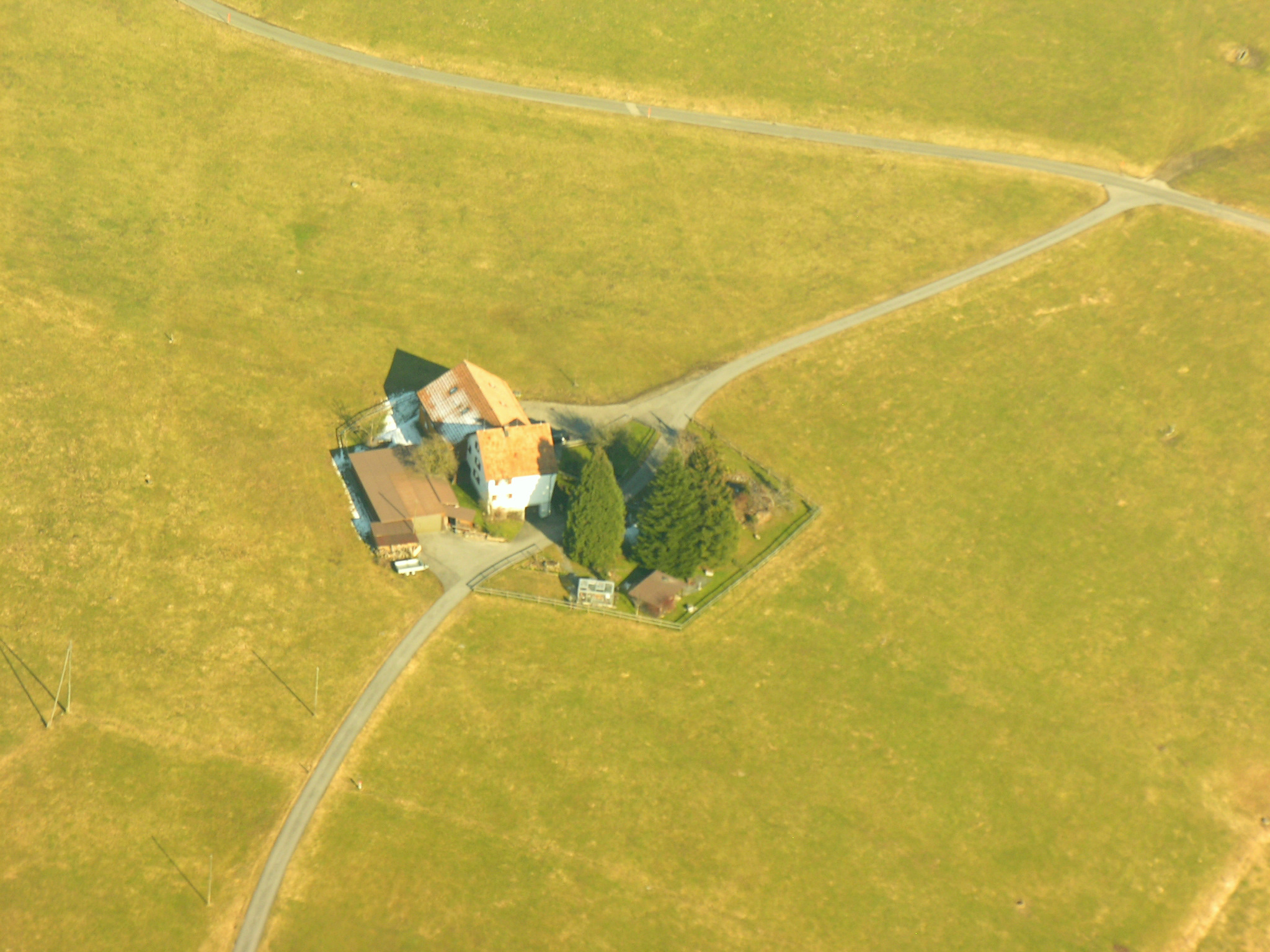
Hofanlage bei Bühler

## Gemeinsame Formensprache

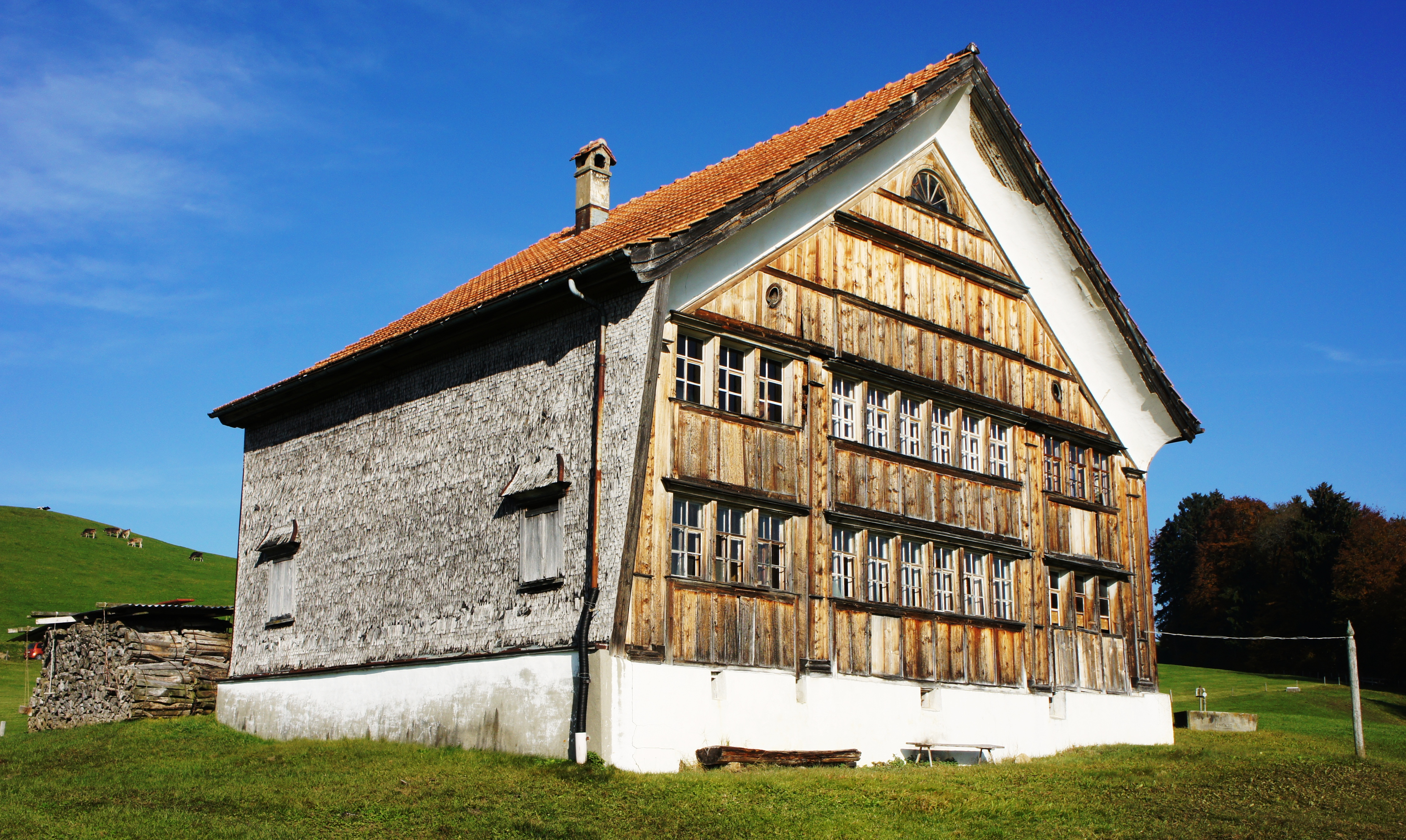
Horersjokelis Wohnhaus, Stilmix mit klassisch brettgetäfelter Appenzeller Fassade, barockisierenden Putzeinfassungen und bis ins Vorarlbergische heimischen kleinen Rundschindeln an der Wetterseite

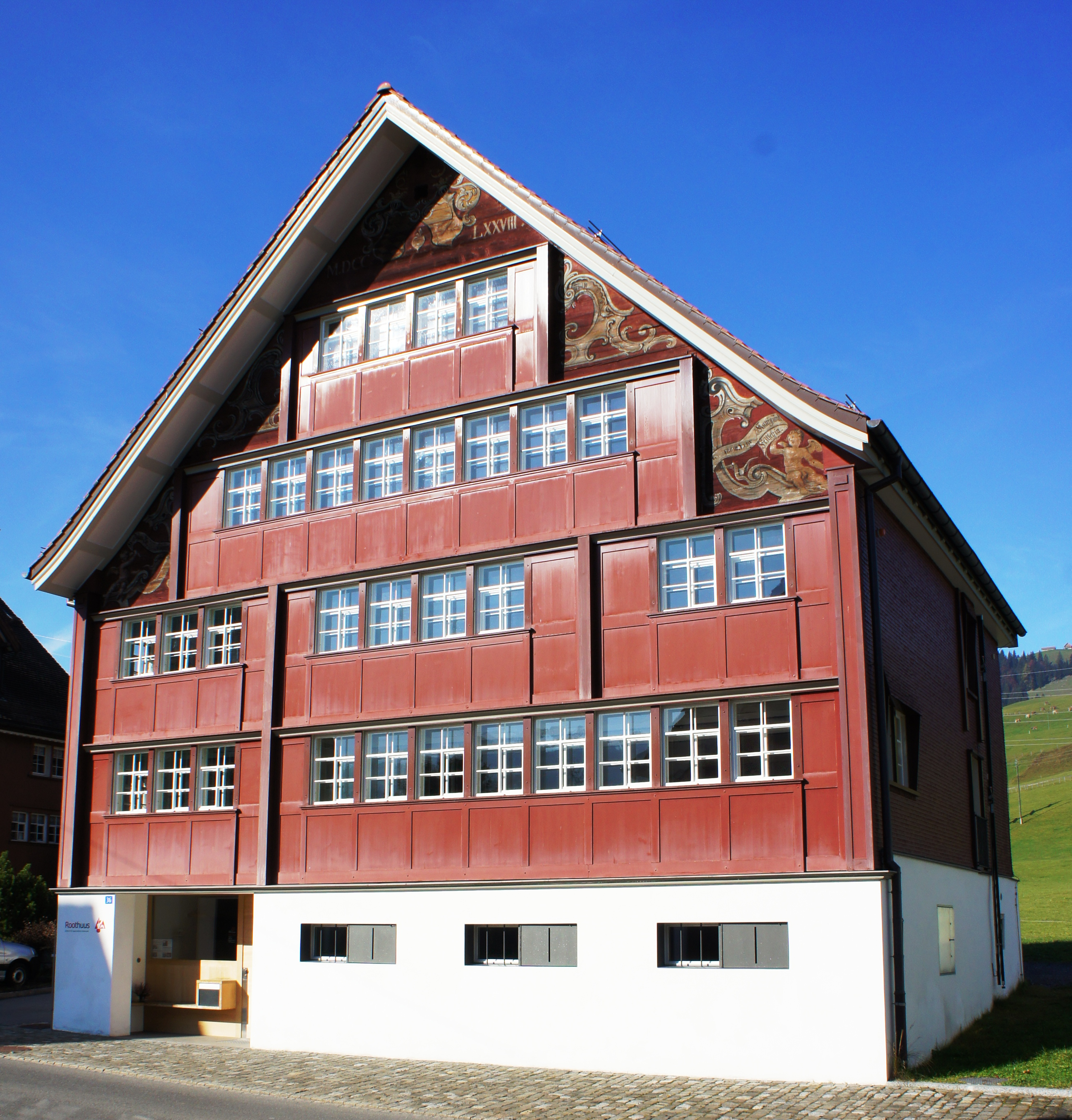
Roothuus in Gonten, 1778

Die Gegend ist ein typischer Raum der Streusiedlung, mit Gehöften in Solitärlage, die Dörfer sind eine junge Entwicklung.
Prinzipiell sind die Gebäude nach Süd-Osten ausgerichtet, die Stubenseite weist also nach Süd-Osten (und nicht etwa nach Osten, wie im bayerisch-österreichischen Raum). Dies ist der nötigen maximalen Sonnenscheindauer und somit dem maximalen Lichteintrag in die Räume geschuldet.
Eine charakteristische Eigenschaft sind die Fensterbänder, die Fassade gliedert sich in eng, meist in Serie beieinanderstehende relativ große Einzelfenster, die nur an den Innenwandansätzen durch Wandflächen unterbrochen sind. In der Vertikalen nehmen dann die oft getäferten Wandflächen und die Fensterzeilen etwa denselben Raum ein. Das Appenzellerhaus ist zwar traditionell in Blockbauweise errichtet, greift aber in der für Blockhäuser unüblichen Fassadengliederung die Formen der nördlich angrenzenden Ständerbauweise und des im Bodenseeraum heimischen Fachwerkhauses auf. Der umlaufende Balkon, wie er rundum üblich ist, fehlt im Appenzellerland aber. Betont wird der querstreifige Fassendenaufbau durch durchlaufende kleine Fenstervordachbänder, und gerne durch eine abgesetzte Farbgebung.
Die breiten Fensterzeilen mit nach unten oder oben versenkten Fensterläden ermöglichen besseres Licht für die Heimwebereien nicht nur im 15. bis 17. Jahrhundert, sondern bis ins 19. Jahrhundert: In fast jedem Haus, insbesondere im Kanton Appenzell Ausserrhoden, stand ein Webstuhl im Keller zur Produktion für die Textilindustrie in der Ostschweiz. Zu diesem Zeitpunkt besassen grosse Teile der Bevölkerung keinen eigenen Boden für die Landwirtschaft mehr.
Die traditionellen Farben des Appenzeller Bauernhauses scheinen sich an Insekten auszurichten; das Wohnhaus wird in Farben gehalten, welche als nicht interessant für Holzschädlinge angesehen wurden. Verbreitet ist zeitweise etwa die rote Färbelung in Ochsenblut gewesen. 

## Heidenhaus
Die älteste noch erhaltene Form im Raum ist das Heidenhaus. Der Name leitet sich aus dem Umstand ab, dass eine veraltete und inzwischen als fremd empfundene Form mit dem Bestimmungswort Heiden zu einem Kompositum zusammengefügt erscheint, wie es besonders im Wallis auch in Heidenstud oder Heidenbalken auftritt. Das Heidenhaus zeigt die seit dem Hochmittelalter bekannte Bauform. Kennzeichnend ist eine geschlossene Einhof-Form und ein flaches, ursprünglich steinbeschwertes Brettschindeldach in Traufstellung, ein Satteldach mit um die 130° Firstwinkel, das Tätschdach genannt wird. Häuser dieser Bauform sind naturgemäß selten geworden.

## Tätschdachhaus

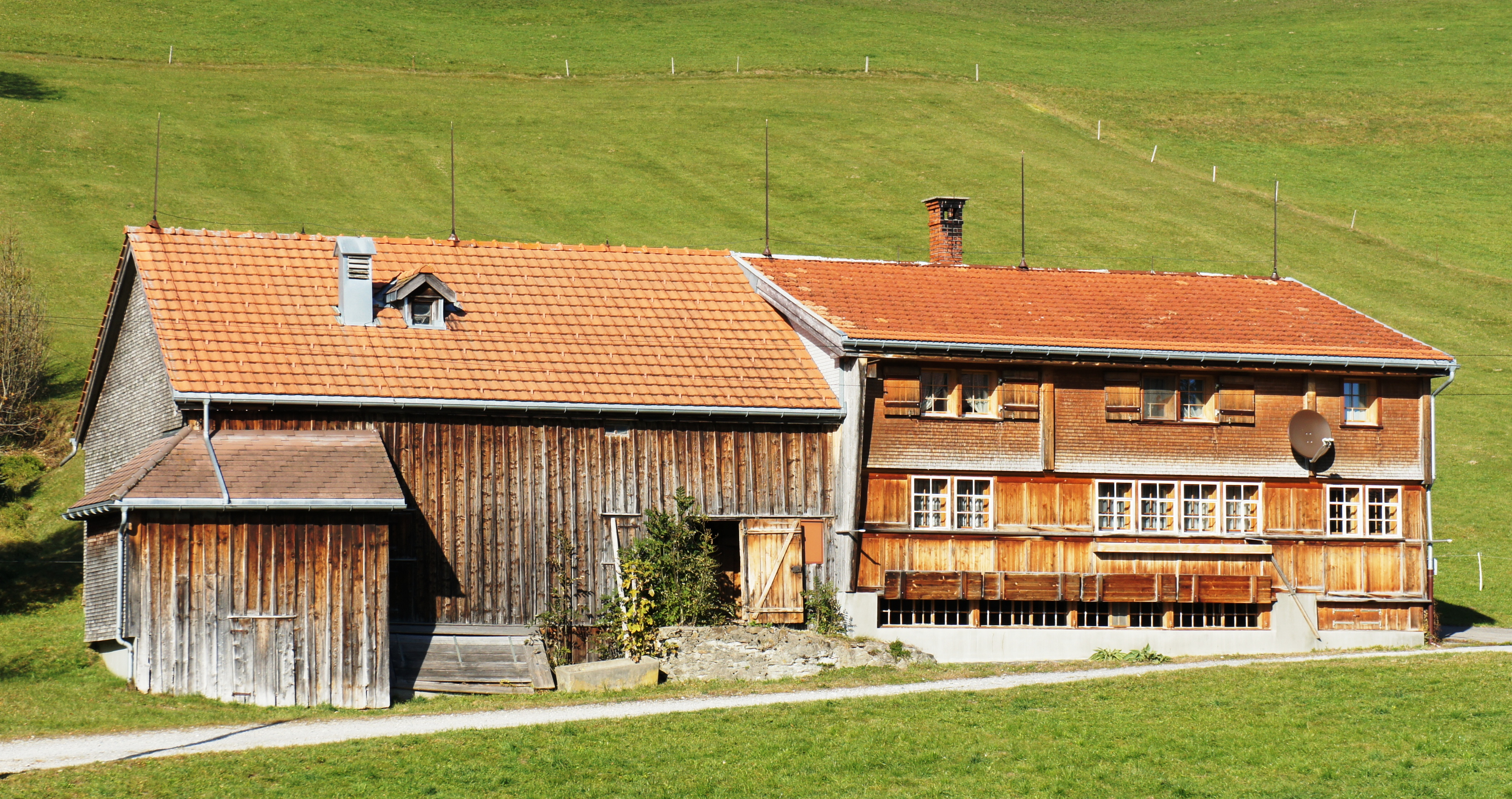
Ein Heidenhaus mit «Tätschdach» und den Blitzableitern darauf

Ab etwa 1600 beginnt im Laufe der frühen Neuzeit das Tätschdach steiler zu werden und mit kleineren Legschindeln gedeckt (das Dach erreicht Mitte des 17. Jahrhunderts 90° Firstwinkel, und zunehmend finden sich genagelte Schindeln und dann Ziegeldeckung). Die Stubenfront verlagert sich an die Giebelseite, im Dachraum entsteht eine Firstkammer – die üblicherweise Wohnraum des Gesindes ist. Dieser Bautyp wird dann Tätschdachhaus genannt. Hier findet sich eine frühe Datierung 1539 im Hof Lortanne in Teufen.

## Weberhöckli
Das kleine Weberhaus ist eine Entwicklung der Verlagerung auf Heimgewerbe, es ist ein Kleinhandwerkerhäuschen ohne Landwirtschaft, daher ohne Ökonomietrakt. Es ist durchwegs nur einstöckig mit Firstkammer, charakteristisch ist der Webkeller mit dem bodennahen Fenster. Dieser findet sich dann in Ausserrhoden auch durchwegs bei den Bauernhöfen, fehlt aber in Innerrhoden.

## Kreuzgiebelhaus

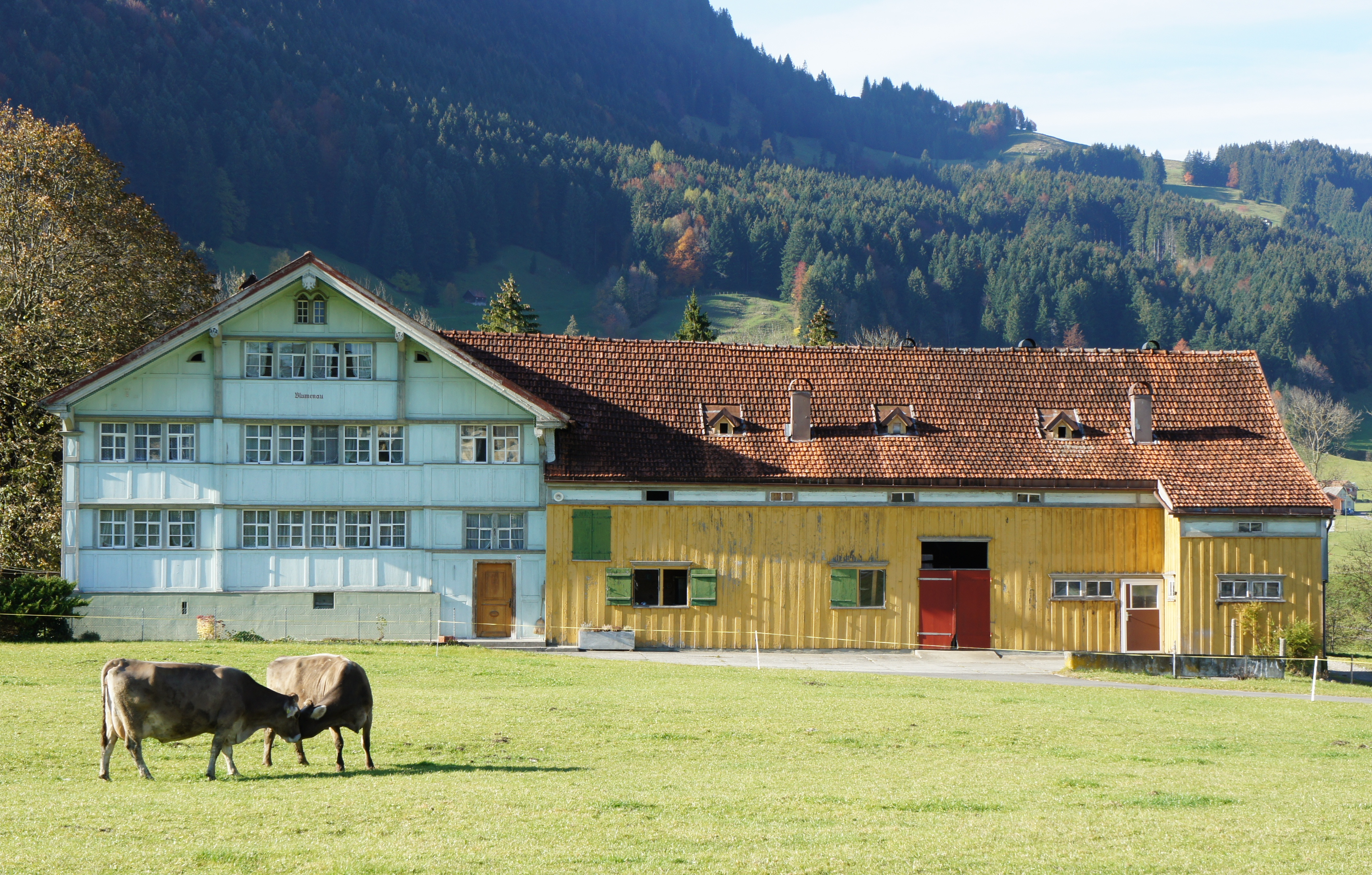
Typisches Appenzeller Kreuzgiebelhaus mit traufseitig angebautem Stall

Das Kreuzfirsthaus ist die heute das Landschaftsbild prägende Bauweise des Appenzellerlandes. Dabei wird der Wirtschaftstrakt (Ökonomiegebäude) traufständig, also längs an der Seite des Hauses, angebaut. Der sich daraus ergebende T-förmige Grundriss mit dem meist firstgleichen Anfallspunkt (Kreuzgiebel) ermöglicht, Stubenfront wie auch Ökonomietrakt in die Sonne zu stellen, wie auch größere Höfe.
Diese Bauform des 19. Jahrhunderts hat die älteren Hofformen weitgehend verdrängt. Das Dach des klassischen Toggenburger Hauses weicht typologisch von dem des Appenzeller Hauses ab.

## Bürgerhäuser

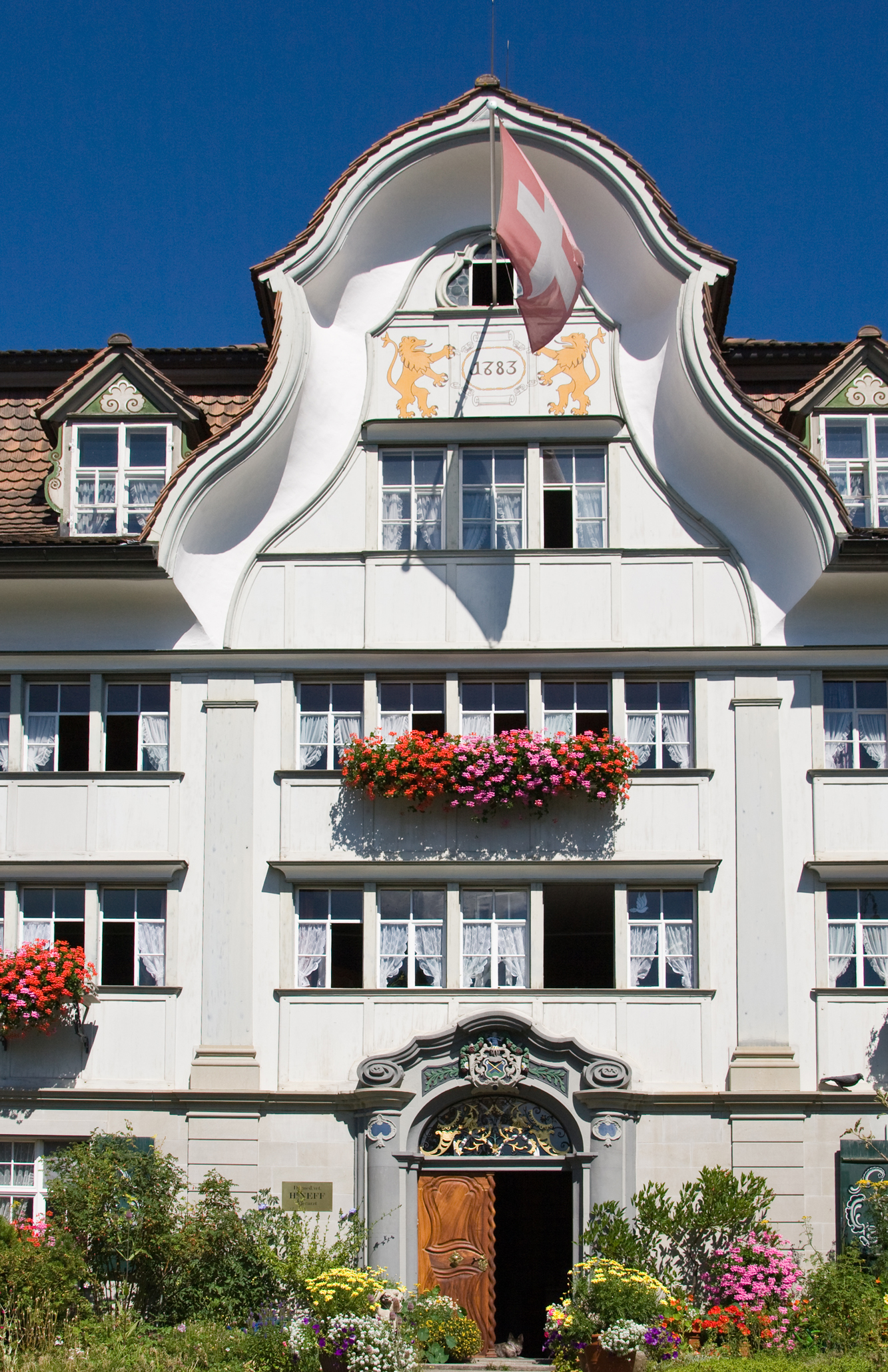
Kaufmannshaus Gruber in Gais, 1783

Das Bürgerhaus des Appenzellerlandes bleibt der Formensprache der Bauernhäuser eng verbunden. Durch die Aufnahme der herrschaftlichen Baustile des Barock und Klassizismus entsteht so die örtliche Form des historistischen Schweizerstils, der weiterhin durch die charakteristischen Fensterbänder geprägt ist. Bei Bürger- oder sogenannten 'Fabrikanten'-Häusern dominiert die weisse Farbe.

## Rezeption der Moderne und Renovierungen
Im Appenzellerland wurden nicht nur weitere Bauten auch ohne die betriebliche Notwendigkeit eines Hofs in dieser Tradition gebaut, es werden vielmehr aus Respekt für die Bauwerkslandschaft auch neue Überbauungen in der traditionellen Form mit dem Kreuzgiebel und dem gebänderten Fassadenaufbau ausgeführt, obschon der Bauaufwand grösser ist. Dabei gewinnt im Kontext der neuen Alpenarchitektur auch die Holzbauweise wieder Verbreitung.
Immer häufiger verschwinden die vor Jahrzehnten allgegenwärtigen Blitzableiter, welche als hohe durch Draht verbundene Stangen über die gesamten Dachlängen verliefen. Da es generell als Einzelgehöft (Streusiedlung) abseits steht, ist das Appenzeller Bauernhaus immer vom Blitzschlag bedroht, zudem wird im Ernstfall die Anfahrt der Feuerwehr dadurch immer etwas länger dauern.